# Srednji mitraljez
Srednji mitraljez je vrsta mitraljeza, katerega značilnosti so:
- kaliber do 7,9 mm,[navedi vir]
- uporablja se izključno iz podstavka in
- orožje se polni s pomočjo nabojnih trakov/nabojnikov.

Srednji mitraljez je pretežko orožje za enega vojaka, zato so po navadi potrebni najmanj 2-3 osebe:
- strelec mitraljeza nosi mitraljez,
- pomočnik strelca nosi podstavek in
- še včasih drugi pomočnik strelca, ki nosi dodatno strelivo.

Zaradi namestitve mitraljeza na podstavku ima tako večji in hkrati bolj učinkovit domet, saj podstavek omogoča boljšo stabilizacijo mitraljeza med streljanjem in tako poveča možnost zadetkov na manjši površini tarče.